# Куч-Бихар (округ)
Куч-Бихар (англ. Cooch Behar, бенг. কোচবিহার জেলা) — округ в индийском штате Западная Бенгалия, в регионе Тераи. Административный центр округа — Куч-Бихар. В период британского колониального господства, город Куч-Бихар был столицей княжества Куч-Бихар, которым правила династия Нараянов. В конце XVIII века Бутан попытался занять Куч-Бихар, однако был вытеснен англичанами, что привело к долгосрочным конфликтам.
На севере Куч-Бихар граничит с округом Джалпайгури, на западе и юге — с Бангладеш, на востоке — со штатом Ассам.

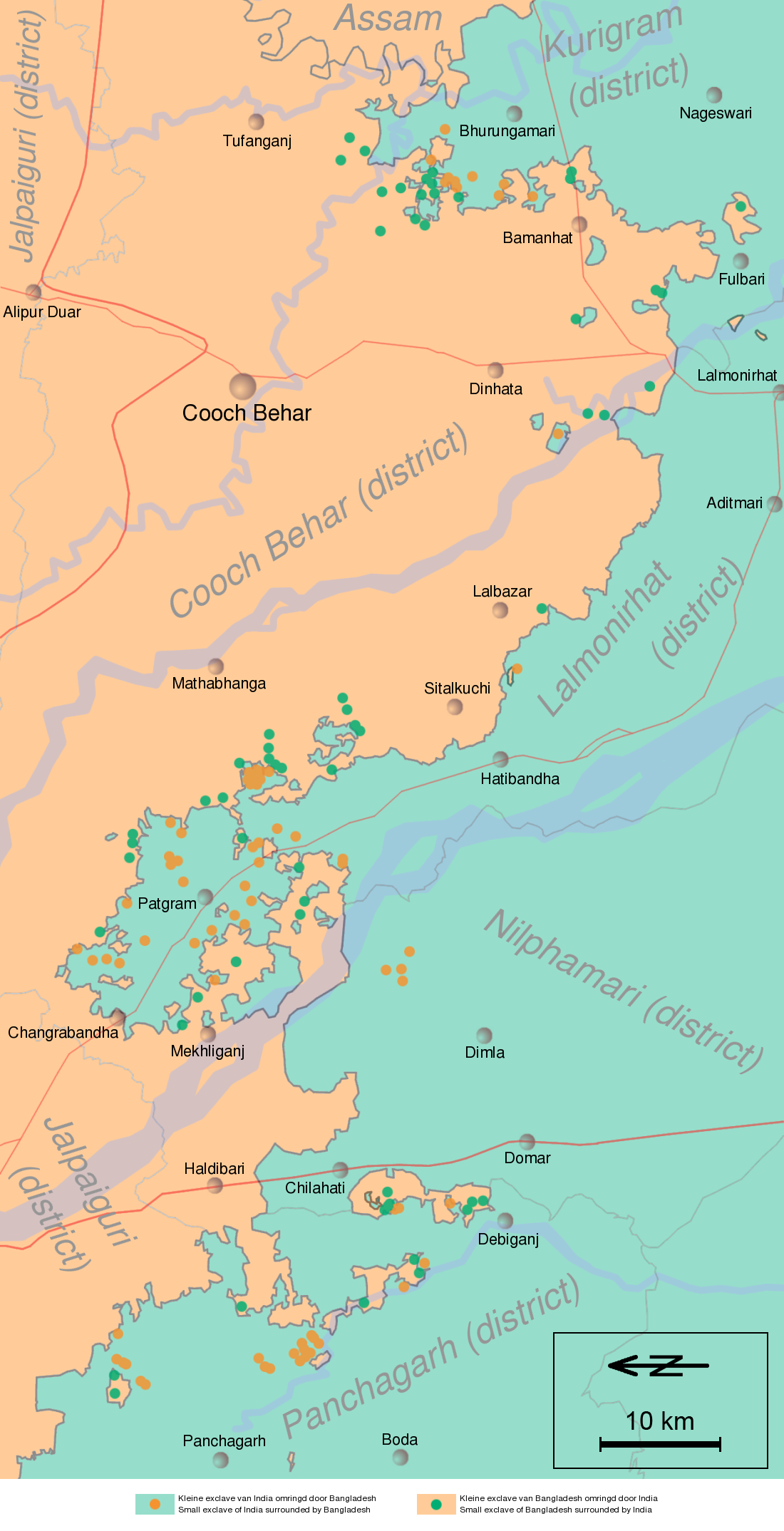
Эксклавы Индии и Бангладеш в округе Куч-Бихар